# Deborah Pratt
Deborah M. Pratt é uma atriz, escritora e produtora de televisão americana.

## Biografia
Pratt nasceu e foi criado em Chicago, Illinois, filha de Geraldine ( nascida Bryant) e do Cel. Bertram Roberson Pratt, vice-presidente do Pullman Heritage Bank. Seus pais eram descendentes de afro-americanos e crioulos. 

## Carreira
Pratt foi co-produtora executiva e roteirista da série de TV Quantum Leap, criada por seu então marido, Donald Bellisario. Pratt também frequentemente estrelou o show como narrador e voz de Ziggy.
Pratt também atuou em várias séries de televisão, incluindo Magnum, PI, Happy Days, The New Odd Couple, Benson e Airwolf. Em 2000, ela dirigiu Cora Unashamed para The American Collection, ' Masterpiece Theatre . Em 2009, ela reprisou seu papel como Ziggy para o fan film de Quantum Leap, A Leap to Di For . Pratt também publicou dois livros.

## Filmografia

### Filmes
| Ano  | Título                                            | Função               | Notas |
| ---- | ------------------------------------------------- | -------------------- | ----- |
| 1981 | Partes de Elefante                                | Jogador              |       |
| 1983 | Spacehunter: Aventuras na Zona Proibida           | Reagan               |       |
| 1988 | últimos ritos                                     | Robin Dwyer          |       |
| 1994 | Sair para o Éden                                  | Dra. Allison         |       |
| 2008 | A chance do chinês: os outros escravos da América | Rachel               |       |
| 2010 | Peep World                                        | Cassandra Williamson |       |

### Televisão
| Ano       | Título                    | Função                             | Notas                                            |
| --------- | ------------------------- | ---------------------------------- | ------------------------------------------------ |
| 1973      | O Show de Dean Martin     | Garimpeiro                         | Episódio: "Celebrity Roast: Monty Hall"          |
| 1975      | policial mulher           | Kate                               | Episódio: "Padrão para o Mal"                    |
| 1978      | Salgadinhos               | Carol                              | Episódio: "Dieta Bater"                          |
| 1978      | Amor não é suficiente     | Susana                             | filme de televisão                               |
| 1979      | Dias felizes              | Kat Mandu                          | Episódio: "Fonzie Meets Kat"                     |
| 1980      | Phyl &amp; Mikhy          | Connie                             | Episódio: "Casamento de Phyl"                    |
| 1980      | Katmandu                  | Kat Mandu                          | filme de televisão                               |
| 1981      | Tigre Branco de Grambling | Jennifer                           | filme de televisão                               |
| 1982      | Força de ataque           | Loreta                             | Episódio: "humilhação"                           |
| 1982      | ela está comigo           | Bonnie Madison                     | filme de televisão                               |
| 1982      | O Novo Casal Estranho     | Sandra                             | Episódio: "O Triângulo Odd"                      |
| 1983      | horário nobre             | Vários                             | filme de televisão                               |
| 1983      | Benson                    | Jill Fletcher                      | Episódio: "Quem é Arnold?"                       |
| 1983      | Da UM tempo!              | Vanessa                            | Episódio: "O caminho para o coração de um homem" |
| 1984      | Dias de nossas vidas      | Lacey Parker                       | 6 episódios                                      |
| 1984      | Magnum, PI                | Gloria                             | 4 episódios                                      |
| 1984–1985 | Airwolf                   | Marella                            | 14 episódios                                     |
| 1987      | Três em uma partida       | Maricas                            | filme de televisão                               |
| 1987      | Caçador                   | Sandra Browning                    | Episódio: "Ponto de Ignição"                     |
| 1989–1993 | Salto quântico            | Narrador / Ziggy / Troian Claridge | 65 episódios                                     |
| 1992      | Tequila e Bonetti         | Nicole                             | Episódio: "Uma combinação perfeita"              |
| 2022      | Salto quântico            | Ziggy                              |                                                  |